# Северен Епир
Северен Епир е част от исторически Епир. Обикновено под Северен Епир не се разбира северната географска част на днешен Южен Епир, който остава в Гърция с градовете и номите Янина и Теспротия с Игуменица, а територията на исторически Епир останала в границите на Албания (Южна Албания) през 20 век с градовете Вльора, Берат, Гирокастро, Агиа Саранда и Корча (Корица).

## История
По време на Балканските войни цялата територия на Северен Епир (от Вльора до Корица) е окупирана от Кралство Гърция. Съгласно международната конференция, завършила с подписването на Лондонския мирен договор, всички въпроси, отнасящи се до бъдещето на Албания, ще се решават от Великите сили.
По силата на протокола от Флоренция (1913), една част от исторически Епир с преобладаващо гръцко православно население, както и с арумънци, които са с гръцко етническо самосъзнание, е включена в състава на за първи път създадената албанска държава, което среща недоволство и аспирации от страна на Гърция. По-късно се подписва и Протокола от остров Керкира (Корфу), който все още е лост за гръцката държава да изиска от Албания автономия на Северен Епир. Гръцката армия е принудена да се изтегли от най-северната част на областта и района на Корча (гръцки Корица), но на територията останала по силата на международния договор в границите на Албания, окупационните гръцки власти с желанието на местното население организират и инспирират създаването на Автономна република Северен Епир през 1914 година. В крайна сметка гръцкото начинание след известно време на успех се проваля, но изниква т.нар. Епирски въпрос в отношенията между Албания и Гърция, който още е проблемен. Гърция като страна победителка от балканските и световни войни през 20 век непрекъснато повдига по международни форуми въпроса, но по една или друга причина той остава без последствия, най-вече поради неутралитета на Албания във въоръжените конфликти. Албания постоянно нарушава правата на най-голямото си малцинство, което според последното преброяване от 2011 г. около 25 хил. души или около 1% от населението на страната. Според гръцки източници то е до 250 хил. души, като обхваща гърци и малка част аромъни с гръцко самосъзнание, което представлява 10% от населението на Албания. Албанските правителства не са върнали цялата собственост на Православната църква на Албания, както собствеността на прокудените гърци по време на комунистическия режим. В албанския парламент има доста гърци депутати, както и голяма част от кметовете и областните управители в Северен Епир (Южна Албания) са етнически гърци. Историческите граници на Северен Епир обхващат района на юг от град Фиер, Елбасан и Поградец до гръцката граница, което е около 40% от територията на Албания. От гръцките правителства в последно време се чуват гласове за получаване на пълна автономия на гърците в Северен Епир, впоследствие и създаване на отделна Северноепирска гръцка държава или присъединяване към Гърция.
На Парижката мирна конференция, Епирският въпрос е повдигнат от Гърция, но тя среща съпротивата на победителката във войната Италия, поради което въпросът приключва с подписването на итало-албански договор (Тирански протокол) в Тирана през 1920 година, който потвърждава суверенитета на Албания над най-северните територии от исторически Епир, но с частична автономия са гръцкото малцинство, което може да говори свободно езика си и да го учи в свои училища.
По време на Втората световна война, Епирският въпрос става повод за избухването на итало-гръцката война в района. На Втората Парижка мирна конференция, завършила с подписването на Парижките мирни договори, Епирският въпрос отново е повдигнат от Гърция и отново е оставен без последствия, тъй като Албания не е воювала на страната на Оста, но най-вече Италия не иска да се дават тези територии с преобладаващо гръцко население от векове, защото тя предвижда цяла Албания, вкл. и Северен Епир да бъдат част от нейната империя.
През 1945 година Албания признава съществуването на гръцко малцинство на своя територия, но въпреки това гръцката страна остава недоволна от спазване на правата му.